# Mounir Makhchoun
Mounir Makhchoun (Agadir, 7 september 1994) is een Marokkaans wielrenner die anno 2018 rijdt voor VIB Sports.

## Carrière
In 2014 werd Makhchoun tweede op het nationaal wegkampioenschap voor beloften, achter winnaar Salah Eddine Mraouni.
In de Ronde van Egypte van 2016, die al op 28 december 2015 begon, wist Makhchoun te profiteren van het feit dat de drager van de leiderstrui, Islam Shawky, in de laatste etappe uitviel, waarna Makhchoun zich met een derde plaats in de daguitslag wist te verzekeren van de eindwinst. Tweeënhalve maand later wist Makhchoun de vierde etappe van de Ronde van Kameroen te winnen door in Douala met een voorsprong van 47 seconden op het peloton solo over de streep te komen. In mei nam hij deel aan de Challenge du Prince, drie eendagsraces in zijn thuisland. In de Trophée de l'Anniversaire, de tweede wedstrijd, wist achter Soufiane Sahbaoui naar de tweede plek te sprinten. Op het nationale wegkampioenschap werd hij negende, met een achterstand van elf minuten op winnaar Anass Aït el Abdia.
Voor het seizoen 2017 tekende Makhchoun een contract bij VIB Bikes, een nieuw opgerichte Bahreinse wielerploeg. Namens een nationale selectie nam hij in februari deel aan de Challenges de la Marche Verte, een serie van drie eendagskoersen. In de GP Al Massira, de derde en laatste race, werd hij in de sprint enkel verslagen door de Turk Ahmet Örken. In februari 2018 werd hij, achter Charalampos Kastrantas, tweede in het eindklassement van de Grote Prijs van Algiers.

## Overwinningen
2016
Eind- en jongerenklassement Ronde van Egypte
4e etappe Ronde van Kameroen

## Ploegen
- 2017 –  VIB Bikes
- 2018 –  VIB Sports

Al Doseri · Al Sammirraie · Al-Khafaji · Alali · Alawi · Aldiwani · Almetif · Alsaadi · Alshbil · Jawad · Khalefa · Khalil · Makhchoun · Mansoor · Ragaey · Sahbaoui · Shawky
Al Moakee · Al Rikabi · Alawi · Ayachi · Ayyad · Costa · Jawad · Khalefa · Makhchoun · Nouisri · Reguero · Sahbaoui · Valiente · Wais